# Angina abdominalis
Als Angina abdominalis oder Angina intestinalis (seltener als Claudicatio intermittens intestinalis, Dysbasia intestinalis oder Ortner-Syndrom II) wird eine Durchblutungsstörung der Darmwand bezeichnet, die meist auf eine Arteriosklerose der Mesenterialgefäße (Arteria mesenterica superior, Arteria mesenterica inferior) zurückzuführen ist und einen Warnhinweis für einen drohenden Mesenterialinfarkt darstellt. Das Ausmaß der drohenden Darmschädigung ist dabei abhängig von der Dauer der vorbestehenden Durchblutungsstörung und eventuell erfolgten Ausbildung eines Kollateralkreislaufes.

## Ätiologie
In 90 Prozent der Fälle ist eine Stenose der blutzuführenden Gefäße die Ursache der Beschwerden.

## Symptomatik
Eine verminderte Blutversorgung des Darmes muss zunächst keine Symptome verursachen und kann ein Zufallsbefund sein. Andererseits sind diskrete bis heftige Bauchschmerzen, oft 15 bis 30 Minuten nach Nahrungsaufnahme möglich, die stundenlang anhalten können. Dies kann dazu führen, dass die Patienten kleinere Mahlzeiten zu sich nehmen und damit eine Besserung der Beschwerden erzielen. Die daraus resultierende Gewichtsabnahme ist oft gewünscht, wenn auch erzwungen, und zögert die Abklärung hinaus.

## Diagnostik
Intestinale Durchblutungsstörungen stellen trotz verbesserter Untersuchungstechniken wie Doppler-Duplexsonographie, Angiografie und hochauflösender Computertomographie noch heute eine diagnostische Herausforderung dar. Wird die Problematik früh genug erkannt, können neben der offenen Bauchchirurgie auch die perkutane transluminale Angioplastie und Stent-Implantation erfolgreich sein.
Als sensitive Untersuchung vor einer Angiographie ist eine MR-Angiographie des Abdomens zur Diagnostik empfehlenswert.